# The Dallas Morning News
Il The Dallas Morning News, fondato nel 1885, è il più grande quotidiano di Dallas e ha una distribuzione di mezzo milione di copie. Esso è uno dei 20 giornali più venduti negli Stati Uniti. Viene pubblicato dalla A. H. Belo Corporation, sussidiaria della Belo Corporation.